# 象限儀座流星雨

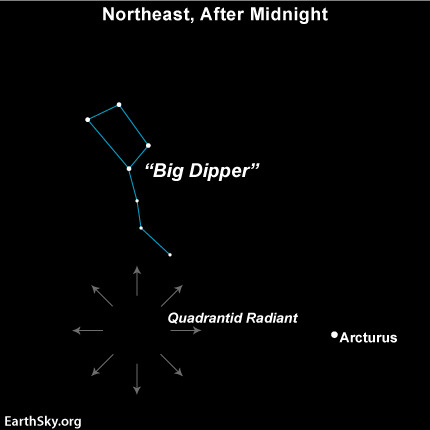
每年一月初活躍的象限流星雨輻射點

象限儀座流星雨（QUA）是一月的流星雨。這場流星雨的天頂每小時流星率（ZHR）可以像8月的英仙座流星雨和12月的雙子座流星雨一樣高，達到120。但是，持續的時間較短，通常只有數小時。此外，流星的視星等較為黯淡，多數僅在3〜6等之間。
雖然這個流星雨的輻射點位於牧夫座的區域內，但名稱卻來自一個现已經廢棄的星座——象限儀座，它有一部分所属于現在的牧夫座。

## 象限儀座流星雨的原名
在國際天文聯會未統一流星雨命名準則前，流星雨會因不同的原因，用彗星 (例如：賈可比尼流星雨)、傳統名稱 (例如：國際天文聯會未統一星座名稱前，曾經存在過的象限儀星座) 或者現時通用的名稱來稱呼，因此有機會出現同一個流星雨可能有不同名稱的現象。後來國際天文聯會決定採用流星雨輻射點位置所在星座為流星雨命名 ， 將象限儀座流星雨正名為「天龍座流星雨」，但是這個輻射點現時已經轉移到牧夫座（國際流星組織在它早期出版的《目視流星觀測手冊》中，亦曾經按照上述定義，稱這個流星雨做「牧夫座流星雨」）。因此在決議案後出版的中文天文書刊，大部份跟隨國際天文聯會議決，採用流星雨輻射點位置所在的天龍星座去翻譯成為「天龍座流星雨」或者「一月天龍座流星雨」。

## 採用廢棄星座命名的原因
雖然國際天文聯會用「天龍座流星雨」為正式名稱一段時間，但是一般流星觀測者和部分傳媒，很多仍然採用「象限儀座流星雨」作為慣用名稱。為免混亂，國際天文聯會2009年8月7日在巴西里約熱內盧的大會中，投票通過64個流星雨的正式名稱， 其中包括採用在1922年5月議決廢棄的象限儀星座，作為一月「天龍座流星雨」的替代名稱。自此之後，才再次統一稱為「象限儀座流星雨」

## 不能稱為「象限儀流星雨」
國際天文聯會對於流星雨/流星群的官方正式名字有嚴格的規定，因為他們是用星座的屬有格來區分各種不同的流星雨/流星群的情況。
對於採用星座名稱命名的流星雨，流星雨中的「座」字是不能省畧，如果省畧了就會和沒有星座名稱的流星雨名詞，例如：「白天流星雨」混淆。因此必須按照官方命名翻譯為「象限儀座流星雨」不能稱為「象限儀流星雨」。

## 流星雨的母體
前美國太空總署流星雨專家彼得·詹尼斯肯斯（Peter Jenniskens）在2003年12月發現這個流星雨是地球經過第196256號小行星（臨時編號 2003 EH1）（參考paper by Peter Jenniskens（页面存档备份，存于））在軌道上的殘留物所形成的。196256號小行星是一顆編號C/1490 Y1 解體彗星的彗核。彗星在530年前分裂成為碎塊，當時中國、日本和韓國天文學家都有觀測的紀錄。剩下的彗核就是惰性的岩石或是類似於礫石性質的一顆小行星。

## 觀測
由於196256號小行星和它的母體彗星碎片運行軌道與地球軌道差不多成垂直位置，所以象限儀座流星雨的特色是高峰期短，只有不足半天的時間。
觀測象限儀座流星雨的最佳時刻是每年的1月4日，而在每年的年底12月28日至1月12日都會有少量屬於這群的流星出現。
在2008年1月4日的一次最佳觀測時間，當時最佳的地點則在美國東部和西歐   。美國太空總署使用一架灣流V型飛機研究這次的流星雨。

## 流星雨時間系列
| 年份 | 流星雨有效運行期間 | 流星雨高峰                                                                                              | ZHRmax |
| ---- | ------------------ | --- | ------ |
| 2008 | 1月1日–5日         | 1月4日                                                                                                  | 82     |
| 2009 | 1月1日–5日         | 1月3日                                                                                                  | 146    |
| 2010 |                    | 渐盈月 （12月13日满月）                                                                                 |        |
| 2011 | 12月28日 – 1月12日 | 1月3日                                                                                                  | 90     |
| 2012 | 12月28日 – 1月12日 | 1月4日                                                                                                  | 83     |
| 2013 |                    | 1月3日渐盈月（12月28日满月）                                                                            | 137    |
| 2014 |                    | 在世界时1月3日17时和22时30分期间迎来极盛，ZHR最大值为245颗， 1月4日18时出现孤立飙升，ZHR最大值为315颗。 | 315    |
| 2016 |                    | 1月3日 14 UT (15 CET/9 EST)                                                                             |        |
| 2017 |                    | 1月3日 15 UT (16 CET/10 EST)                                                                            |        |
| 2018 |                    | 1月3日 19 UT (20 CET/14 EST)                                                                            |        |
| 2019 |                    | 1月4日 2 UT (21 EST on Jan. 3)                                                                          |        |
| 2020 |                    | 1月4日 4 UT (23 EST on Jan. 3)                                                                          |        |
| 2021 | 1月3日             | |        |

## 外部連結
- Quadrantids Create Year's First Meteor Shower（页面存档备份，存于） (NASA 01.02.12)
- International Meteor Organization 2010 Meteor Shower Calendar （页面存档备份，存于）
- NASA Quadrantid Airborne Campaign（页面存档备份，存于）
- Meteorblog.com（页面存档备份，存于）